# Pedro Algorta
José Pedro Jacinto María Algorta Durán (Montevideo, 31 de agosto de 1951) es economista y deportista uruguayo, uno de los dieciséis sobrevivientes del accidente aéreo de los Andes, acontecido el 13 de octubre de 1972.

## Vida
Pedro Algorta tenía 21 años cuando el avión en que viajaba con amigos del equipo uruguayo de rugby Old Christians se estrelló en los Andes, durante un vuelo rumbo a Chile.
Logró sobrevivir al choque y luego tuvo que vivir, junto con otros sobrevivientes, 71 días dentro del fuselaje del avión siniestrado. Habiendo sufrido condiciones extremas para la supervivencia y después de varias expediciones fallidas en busca de ayuda, finalmente el grupo fue rescatado el viernes 22 de diciembre de 1972.
Aquel día Algorta subió a uno de los helicópteros de rescate de la FACH junto a Carlitos Páez Rodríguez, Coche Inciarte y Eduardo Strauch, quienes fueron llevados más tarde al Hospital San Juan de Dios en la localidad chilena de San Fernando.
Finalmente Pedro Algorta pudo reencontrarse con su padre quien fue a verlo a unas de las habitaciones del hospital donde había quedado internado al igual que los otros sobrevivientes, a efectos de realizarles los correspondientes chequeos médicos, debido al delicado estado de salud que muchos de ellos presentaban.
Luego de la tragedia, se trasladó de Montevideo a la ciudad de Buenos Aires, donde continuó sus estudios en Ciencias Económicas en la Universidad de Buenos Aires.
En 1982 se graduó con el título de Máster in Business Administration en la Universidad Stanford en los Estados Unidos.